# Chloroprenový kaučuk
Chloroprenové kaučuky (CR), také označovány jako neopren či polychloropren, je skupina speciálních syntetických kaučuků, které se vyrábějí polymerací chloroprenu. Chloroprenový kaučuk se vyznačuje výbornými mechanickými vlastnostmi, jako je pevnost v tahu, houževnatost a elasticita, díky kterým, i přes jeho relativně vysokou cenu, nachází mnohá uplatnění.
Obsahuje chlór, který v polymeru snižuje reaktivitu vůči mnoha oxidačním činidlům, a tím zlepšuje jeho chemickou odolnost. Nízká reaktivita je příčinou dobré odolnosti vůči stárnutí ozonem, tepelnému stárnutí a chemickému napadení, což znamená, že má dobrou odolnost vůči mnoha chlorofluoruhlíkům, alifatickým uhlovodíkům, olejům a tukům. Vyznačuje se skvělou ohnivzdorností. Neopren je jednou z mála pryží, které jsou samozhášecí.
Nicméně má tendenci časem tvrdnout a degraduje v přítomnosti běžných chemikálií, jako je kyselina chlorovodíková, aceton, xylen, kyselina octová a peroxid vodíku. Teplotní rozsah použití chloroprenového kaučuku se pohybuje mezi −35 °C a +100 °C.

## Historie
Chloropren byl poprvé uveden na trh roku 1931 pod obchodním názvem DuPren. Název získal od firmy DuPont, která odkoupila patentové právo na výrobu divinylacetylenu od University of Notre Dame. Podle patentovaného postupu se získalo želé, které se při reakci s dichlorsulfanem zpevňuje do elastické směsi, která je podobná pryži. Za výzkumem stál profesor chemie Julius Arthur Nieuwland, který se podílel i na vývoji pro komerční účely ve spolupráci s chemiky DuPontu, vedenými Wallacem Carothersem.
První sloučenina měla omezené využití, protože produkt nepříjemně zapáchal. Proto byl vyvinut proces, který eliminoval vedlejší produkty, které způsobovaly zápach a snížily výrobní cenu téměř o polovinu.
Obchodní známka DuPren byla patentována, avšak v roce 1937 byl patent zrušen z toho důvodu, že firma nevyráběla žádné finální výrobky. Po zrušení původní ochranné známky dostal materiál obecný název neopren, ve snaze dát najevo, že se jedná o materiál, nikoliv o spotřebitelský produkt.

## Výroba

### Výroba monomeru
Základní surovinou pro výrobu chloroprenového kaučuku je chloropren, chemicky 2-chlorobuta-1,3-dien. Chloropren jako monomer se v současné době vyrábí ve třech krocích z buta-1,3-dienu. Tyto kroky výroby jsou: chlorace butadienu, izomerizace části meziproduktu a dehydrochlorace 3,4-dichlorobut-1-enu. Přídavkem chloru (Cl) k buta-1,3-dienu dojde k navázání atomu Cl v místě dvojné vazby. Tímto způsobem dojde ke vzniku 3,4-dichlorobut-1-enu. Pokud se Cl naváže na poslední atom C v řetězci a dojde k přemístění dvojné vazby doprostřed řetězce, na druhém koncovém atomu C dojde k navázání Cl. Takto vzniká 1,2-dichlorobut-2-en. Produkty reakce buta-1,3-dienu s chlorem je směs těchto izomerů.
Následně dochází k izomerizaci 1,2-dichlorobut-2-enu na žádoucí 3,4-dichlorobut-1-en za pomoci měděného katalyzátoru. Tato izomerizační reakce je vratná, proto je nutné kontinuální odebírání produktu 3,4-dichlorobut-1-enu z reaktoru.
V posledním kroku vzniklý 3,4-dichlorobut-1-en reaguje s hydroxidem sodným (NaOH) a dochází k dehydrochloraci, kdy je odštěpen chlor z koncového uhlíku a vodík z vedlejšího atomu uhlíku za vzniku druhé dvojné vazby v řetězci. Tímto způsobem vzniká výsledný produkt 2-chlorobuta-1,3-dien, neboli chloropren.

### Výroba polymeru
Po získání monomeru následuje výroba polychloroprenu. Tato výroba se skládá opět ze tří hlavních kroků, jimiž jsou polymerace, odstranění nezreagovaného monomeru a izolace polychloroprenu. Produkce polychloroprenu může probíhat kontinuálně i diskontinuálně, častější je diskontinuální způsob – vsádkový.
Polymerace při vsádkovém způsobu probíhá v reaktoru, do kterého je zároveň přiváděn kapalný monomer s aditivy a vodný roztok obsahující žíravinu a případně další aditiva. Aditiva přidávaná do kapalného monomeru mohou být regulátory molekulové hmotnosti, část systému iniciátoru nebo pryskyřice. Vodná fáze může obsahovat disperzanty, případně také část systému iniciátoru.
Před přivedením do reaktoru jsou polymerní a vodná fáze smíchány a mechanicky emulgovány. Dochází k reakci žíraviny s pryskyřicí za vzniku surfaktantu. Po naplnění reaktoru směsí a zahřátí na potřebnou teplotu je dodán iniciátor (peroxosloučeniny) a dochází k polymeraci. Reaktory, ve kterých je polymerace prováděna, jsou velké míchané nádoby se systémem pro odvod tepla, jelikož polymerace chloroprenu je exotermickou reakcí.
Po proběhnutí polymerace je nutné odstranit nezreagovaný monomer, což se provádí pomocí tepla nebo vakua. Odpařený chloropren se následně kondenzuje a vrací zpět pro následné opětovné použití. Po odstranění monomeru teplem či za pomoci vakua výsledný produkt obsahuje méně než 1 % chloroprenu. Produktem polymerace je latex, který je možné rovnou balit a prodávat. Druhou možností je izolace a vysušení, kdy lze získat pevný produkt. Pevný produkt se získává vymrazováním latexu za přítomnosti kyseliny při teplotě −10 °C. Do pánve s emulzí polychloroprenu smíchanou s kyselinou se ponoří mrazicí válec, na jehož povrchu část emulze zamrzne a následně je seřezávána a odtahována pryč. Koagulát je propírán ve vodě na dvouválci a sušen horkým vzduchem. Nakonec se produkt stabilizuje přídavkem fenyl-2-naftylaminu.

## Vulkanizace
Chloroprenové kaučuky jsou běžně vulkanizovány pomocí oxidů kovů. Pro CR se nejčastěji používá kombinace ZnO a MgO. Většina běžně používaných urychlovačů pro ostatní dienové kaučuky není použitelná pro CR. Výjimkou je použití smíšeného vulkanizačního systému, kdy se kombinuje vulkanizace za pomoci oxidů kovů s vulkanizací sírou s urychlovači. Spolu s oxidy kovů se používají v tomto případě urychlovače jako tetramethylthiuramdisulfid (TMTD), N,N‘-di-o-tolylguanidin (DOTG) a síra. Nejvíce při vulkanizaci oxidy kovů je využívána ethylenthiomočovina (ETU) nebo 2-merkaptoimidazolin.

## Využití

### Stavebnictví
Chloropren má vysoký bod vzplanutí 260 °C, díky této vlastnosti a vysoké odolnosti při extrémních podmínkách se využívá k obložení skládek odpadu.
Kvůli již zmíněnému vysokému bodu vzplanutí se využívá například i u izolování protipožárních dveří.
Nadále se využívá k výrobě vrstvených elastomerových ložisek do mostních konstrukcí, z důvodů vysoké životnosti, bezúdržbového provozu, malé hmotnosti a schopnosti umožnit menší horizontální pohyby.
Izolace zásuvek CPU proti extrémnímu přetaktování při teplotách, které jsou nižší nežli bod mrazu. Z chloroprenu se vyrábí kabely známe pod obchodními značkami Nairit, Butaclor, Neopren. Jako z většiny kaučuků se i z chloroprenu vyrábí těsnění.

### Vodní hospodářství a vodní sporty
Chloroprenová lehčená pryž s uzavřenými buňkami je vodotěsná a také dobrá tepelná izolace, z tohoto důvodu se využívá na ochranné obleky do vody.
Například neoprenový oblek na vodní sporty, se často liší tloušťkou stěny pro různou úroveň ochrany před chladem. Neopren by měl co nejtěsněji přiléhat k tělu, aby se na tělu tvořila co nejtenčí vrstvička vody, která se bude tělesnou teplotou mnohem snáze ohřívat. Neopren nechrání pouze před prochladnutím, ale také před oděrem a slunečním zářením. Pro vodní sporty se využívá neopren o tloušťce od 2,5 mm do 6 mm. Neopreny pro potápěče do studených vod mají tloušťku asi 7 mm. Lehčený neopren nadnáší, potápěči to řeší pomocí závaží. Další nevýhodou je, že se stěna obleku neoprenu pod tlakem vody ztenčuje, tedy čím hlouběji je potápěč, tím menší mu neopren nabízí ochranu proti chladu.
Dále se využívá v rybářství na brodicí kalhoty, které mají tloušťku materiálu asi 5 mm.

### Komerční využití
Doplňky do domácnosti, obaly na notebooky, držáky na tablet, podložky pod myš, halloweenské masky, vodotěsné potahy např. do automobilů, manžety i rukavice na mytí nádobí a úklid.

### Hudební potřeby
Po roce 1970 piano Rhodes využívalo chloropren u elektrických pian jako hroty kladívek místo dříve používaných plstěných kladívek.
Nadále se využívá pro reproduktorové kužely a bubnové cvičné podložky.

### Hydroponické zahradnictví
Chloroprenové vložky pro podporu udržení rostliny na místě bez poškození stonku. Kryty blokují světlo, které by mohlo proniknout do zakořeňovací komory hydroponických systémů, což pomáhá rostlinám lépe zakořenit a zároveň blokovat růst řas.

### Armádní průmysl
Ochranné rukavice a ochranné masky obličeje proti oděru a chladu pro armádu nebo policejní sbor.

## Toxicita
Neopren je do značné míry inertní, proto není pro spotřebitele nebezpečný ve výrobcích, kde se používá. Při kontaktu s kůží může vzácně dojít k alergické reakci.
Pracovníci ve výrobních zařízeních neoprenu mohou přijít do kontaktu s chloroprenem, který je jeho monomerem. Zaměstnanci by tedy měli přijmout vhodná opatření ke snížení nebo zabránění expozici. Příznaky akutní expozice chloroprenem zahrnují únavu, bolest hlavy, závratě a podráždění dýchacích cest. Chronická expozice může způsobit bolesti na hrudi a abnormality jaterních funkcí.
Americká Agentura pro ochranu životního prostředí (EPA) neklasifikovala neopren jako karcinogen. Množství chloroprenu obsaženého ve výrobcích z neoprenu je velmi nízké, proto je vystavení chloroprenu při používání výrobků velmi nepravděpodobné.